# Wiedenfelder Höhe
Die Wiedenfelder Höhe ist eine rekultivierte Hochkippe aus dem Abraum des Deckgebirges  über der Braunkohle in der Kreisstadt Bergheim, Nordrhein-Westfalen. Sie erstreckt sich zwischen Niederaußem und Paffendorf, zwischen den ehemaligen Tagebauen Fortuna-Garsdorf und Bergheim. Die Hänge sind bewaldet, auf dem Plateau sind mehrere Bauernhöfe angesiedelt, die dort Landwirtschaft betreiben.

## Ausmaße
Die Wiedenfelder Höhe ist bis zu 126,4 Meter über NN hoch, ihre Fläche beträgt ca. 4 × 4 Kilometer.

## Geschichte und Namensgebung

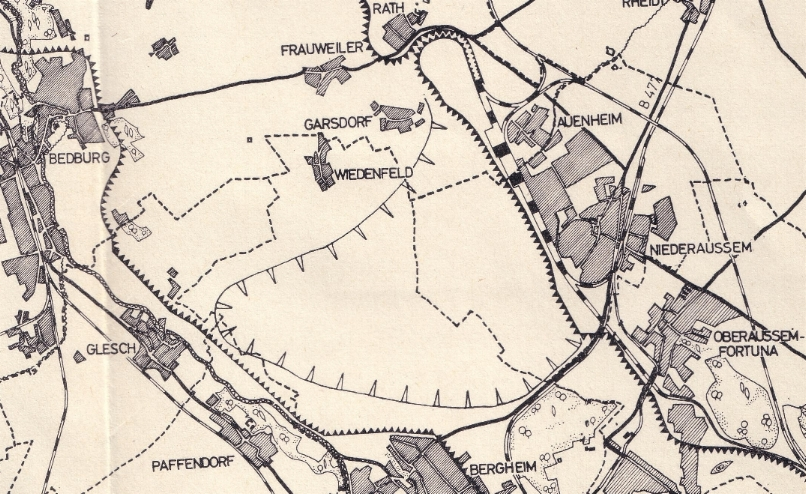
Ehemaliger Tagebau Fortuna-Garsdorf.

Die Wiedenfelder Höhe entstand in den 1970er und 1980er Jahren auf dem Gelände des Tagebaus Fortuna-Garsdorf.
Den Namen verdankt sie der alten Ortschaft Wiedenfeld, die diesem Tagebau zum Opfer fiel und am westlichen Rand der heutigen Wiedenfelder Höhe lag.
Etwa an der Stelle, an der sich heute die Gehöfte befinden, lag die Burg Holtrop.

## Gestaltung
Auf dem Plateau wurden einige umgesetzte Wegkreuze wieder aufgestellt, die an die im Tagebau Garsdorf untergegangenen Ortschaften und Höfe erinnern.
Im nördlichen Bereich schließen sich weitere Rekultivierungsgebiete an. Bei Bedburg befindet sich das künstlich angelegte Peringsmaar. Nördlich Paffendorf betreibt der Segelflugverein LSC Erftland e.V. den Segelflugplatz Bergheim. Das Rekultivierungsgebiet wurde als beispielhaft in die Straße der Energie aufgenommen.

### Besiedlung
Bei den dort angesiedelten Höfen handelt es sich um so genannte Umsiedlerhöfe von Landwirten, die aufgrund des Braunkohlenabbaus ihre angestammten Höfe und Felder verlassen mussten. Zum Teil mussten Höfe aufgegeben werden, die Jahrhunderte in Familienbesitz gewesen waren.

## Windpark
2017 errichtete Innogy auf der Wiedenfelder Höhe in Bergheim einen Windpark mit vier Windenergieanlagen des Typs Vestas Wind Systems V117 mit je 3,3 Megawatt Nennleistung. Die Anlagen haben eine Nabenhöhe von 116,5 m und eine Gesamthöhe von 175 m. Sie schließen an das Verteilnetz der Westnetz an. Der Windpark wird von der RWE Bergheim Windparkbetriebsgesellschaft mbH betrieben.